# 티그레스 FC
티그레스 FC(스페인어: Tigres Fútbol Club S.A.)는 콜롬비아 쿤디나마르카주 보고타를 연고로 하는 축구단이다. 2003년 1월 20일에 창단되었으며, 카테고리아 프리메라 B에 참가하고 있다.